# 스페이스샤워TV
스페이스 샤워 TV는 일본의 최대 음악채널이자, 일본 최초의 음악채널이다.

## 연혁
- 1989년 1월- 스페이스 샤워(주)설립.
- 1989년 12월- 채널 개국.
- 1992년 6월- CS BAAN으로부터 아날로그 방송을 개시.
- 1993년 12월- 회사 분리.(이때 회사 셉(SeP)이 설립되었다.)
- 1996년 10월-스카이퍼펙 방송 개시.
- 1997년 3월- 주 공간을 청산함. (이때 새로운 장소로 이전한다.)
- 2002년 4월- 뮤직비디오 전문 채널 개국.
- 2004년 9월- 회사 명칭을 스페이스 샤워 TV·프로듀싱으로 변경.
- 2005년 4월- 명칭을 스페이스 샤워 TV로 변경.
- 2008년 3월- 스페이스 샤워 TV 해산. (이 때 사업을 스페이스 샤워 네트워크로 넘기게 된다.)
- 2009년 10월- 스카이퍼펙 HD, 히카리TV, eo광티비 HD 방송 개시.
- 2010년 1월-16:9 SD로 변경함.

## 채널 번호
- 스카이퍼펙, 스카이퍼펙HD- 332,632번
- eo광티비- 838번
- 히카리TV-650번
- JCN-501번
- J:COM-350번